# Plusk
Plusk (ang. Splash) – amerykańska komedia romantyczna z 1984 roku w reżyserii Rona Howarda.

## Opis fabuły
Lata pięćdziesiąte. Mały chłopiec wpada do wody, ale zostaje uratowany przez syrenę. Mija dwadzieścia pięć lat. Allen Bauer jest samotnym kawalerem i przedsiębiorcą w Nowym Jorku. Pewnego dnia znów spotyka syrenę, która mu pomogła. Syrena postanawia z nim zamieszkać i przyjmuje sobie imię Madison, a za każdym razem, gdy wychodzi na ląd, przybiera kobiecą postać i może się swobodnie poruszać. Jednak gdy tylko dotyka wody, z powrotem staje się syreną. Z trudem przyzwyczaja się do życia w metropolii. Madison zaczyna interesować naukowców.

## Obsada
- Tom Hanks – Allen Bauer
- Daryl Hannah – Madison
- Eugene Levy – Walter Kornbluth
- John Candy – Freddie Bauer
- Dody Goodman – Pani Stimler
- Shecky Greene – Pan Buyrite
- Richard B. Shull – Dr Ross
- Bobby Di Cicco – Jerry
- Howard Morris – Dr Zidell

i inni

## Nagrody i nominacje
Oscary za rok 1984
- Najlepszy scenariusz oryginalny – Brian Grazer, Bruce Jay Friedman, Lowell Ganz, Babaloo Mandel (nominacja)

Złote Globy 1984
- Najlepsza komedia/musical (nominacja)